# Tennistavolo ai XVIII Giochi panamericani
Il tennistavolo ai XVIII Giochi panamericani si è svolto a Lima, in Perù, dal 4 al 10 agosto 2019. Erano in programma sette eventi: oltre ai singolari e ai tornei a squadre rispetto ai Toronto 2015 si sono disputati i tornei di doppio per uomini e donne e il doppio misto. Le competizioni erano valide come qualificazione per i Giochi della XXXII Olimpiade.

## Podi

### Uomini
| Evento               | Oro                                             | Argento                                                 | Bronzo                                                                                         |
| Singolare (dettagli) | Hugo Calderano                                  | Jiaji Wu                                                | Eugene Wang Kanak Jha                                                                          |
| Doppio (dettagli)    | Brasile Hugo Calderano Gustavo Tsuboi           | Argentina Gaston Alto Horacio Cifuentes                 | Porto Rico Brian Afanador Daniel González Rep. Dominicana Emil Santos Jiaji Wu                 |
| A squadre (dettagli) | Stati Uniti Kanak Jha Nikhil Kumar Nicholas Tio | Argentina Gaston Alto Horacio Cifuentes Pablo Tabachnik | Brasile Hugo Calderano Eric Jouti Gustavo Tsuboi Cuba Jorge Campos Livan Martinez Andy Pereira |

### Donne
| Evento               | Oro                                               | Argento                                                  | Bronzo                                                                           |
| Singolare (dettagli) | Adriana Díaz                                      | Jennifer Wu                                              | Melanie Díaz Bruna Takahashi                                                     |
| Doppio (dettagli)    | Porto Rico Adriana Díaz Melanie Díaz              | Stati Uniti Jennifer Wu Lily Zhang                       | Canada Alicia Côté Zhang Mo Brasile Bruna Takahashi Jéssica Yamada               |
| A squadre (dettagli) | Porto Rico Adriana Díaz Melanie Díaz Daniely Rios | Brasile Caroline Kumahara Bruna Takahashi Jéssica Yamada | Canada Alicia Côté Ivy Liao Zhang Mo Stati Uniti Amy Wang Jennifer Wu Lily Zhang |

### Misti
| Evento            | Oro                         | Argento                                | Bronzo                                                                   |
| Doppio (dettagli) | Canada Eugene Wang Zhang Mo | Brasile Bruna Takahashi Gustavo Tsuboi | Stati Uniti Kanak Jha Jennifer Wu Porto Rico Adriana Díaz Brian Afanador |

## Medagliere
| Posizione | Nazione         | Oro | Argento | Bronzo | Totale |
| --------- | --------------- | --- | ------- | ------ | ------ |
| 1         | Porto Rico      | 3   | 0       | 3      | 6      |
| 2         | Brasile         | 2   | 2       | 3      | 7      |
| 3         | Stati Uniti     | 1   | 2       | 3      | 6      |
| 4         | Canada          | 1   | 0       | 3      | 4      |
| 5         | Argentina       | 0   | 2       | 0      | 2      |
| 6         | Rep. Dominicana | 0   | 1       | 0      | 1      |
| 7         | Cuba            | 0   | 0       | 1      | 1      |
| Totale    | Totale          | 7   | 7       | 14     | 28     |